# ThisAV
ThisAV是香港的免费色情视频分享网站。它的界面語言為中文，用戶則多上載中文及日文的色情影片。網站於2009年開設。2015年，ThisAV的網主透露該網站在該時平均日訪問獨立IP位址總量及頁點擊量分別為100萬個及1000萬次以上，6成為日本用家，香港用家佔1成5至2成。
ThisAV的網主是香港人，在1980年代出生。中學時開始從事網頁寄存等線上商業活動，不過自己沒有任何的資訊科技專業教育背景。2008年，在金融海嘯的影響之下，他找不到自己理想的工作。於是根據自己從事網頁寄存的經驗，開始創立預計將獲得不少流量的色情網站，並視它為自己其中一個負責項目。其後网站曾就學民思潮反對開設德育及國民教育科的行動、雨傘運動、反對逃犯條例修訂草案運動表態支持。
2023年1月，网站被發現停止運作，登入該網站會顯示「該網站正在出售」的訊息，之後原網址重新上線，不過其手機版網頁會顯示「MISSAV」的標誌。2025年1月，正版AV发行商FANZA宣布已通过法律渠道扣押MissAV和ThisAV的.com域名。

## 歷史
ThisAV的網主是香港人，在1980年代出生。中學時開始從事網頁寄存等線上商業活動，不過自己沒有任何的資訊科技專業教育背景。2008年，在金融海嘯的影響之下，他找不到自己理想的工作。於是根據自己從事網頁寄存的經驗，開始創立預計將獲得不少流量的色情網站，並視它為自己其中一個負責項目。2009年開設ThisAV。2011年，網站為了宣傳，而跟樂隊ToNick合作，創作該網站的主題曲我不能忘記妳。
2012年9月1日，該網站因為聲援學民思潮成員反對開設德育及國民教育科的行動，而暫停運作，並貼出告示表示「希望香港政府能夠聆聽上街遊行的90000人和學民思潮這班小朋友的訴求」。媒體工作者劉進圖遇襲後，該網站在2014年3月2日為標誌加入藍絲帶。雨傘運動期間，網站標誌曾換成黑色和加入黃絲帶，並以原創文章諷刺831決定。
2015年12月，ThisAV宣布发布Android版手机应用程序。2019年6月，反對逃犯條例修訂草案運動期間，ThisAV在網站上呼籲用戶參與「守護香港反送中」大遊行。7月2日晚上，包括ThisAV在內的多個香港和台灣網站一度無法連線，引起中國大陸黑客因上述運動而發動攻擊的猜疑。Cloudflare之後澄清説這是自身防火牆出現錯誤所致。
據株式會社Will訴Lee等人案（Will Co Ltd v. Lee et al）的美國地方法院判決，株式会社Will在2020年發現ThisAV以侵犯版權的方式公開它的作品，在要求移除不果後提告之。最終以無法證明它聚焦美國市場為由，判決美國司法體系欠司法管轄權。2022年，美国联邦第九巡回上诉法院以它在美國某段期間有「近130萬人次瀏覧」、被告「有意購買域名」、「並非被動經營」為由推翻原判，發還重審。2023年1月，ThisAV被發現停止運作，登入該網站會顯示「該網站正在出售」的訊息。之後原網址重新上線，不過其手機版網頁會顯示「MISSAV」的標誌。
2025年1月7日，美國地方法院在ThisAV代表缺席判决（default judgment）的情況下宣判，下令威瑞信把MissAV和ThisAV的.com域名轉交給株式会社Will。同月正版AV发行商FANZA宣布已通过法律渠道扣押MissAV和ThisAV的.com域名。

## 內容
ThisAV本身不會提供任何色情片，不過容許用戶上載上述內容，並以自身伺服器儲存。它允許用戶免費使用，並以廣告盈利——例如中國大陸金融交易平台MMM曾為網站提供廣告。它的界面語言為中文，用戶則多上載中文及日文的色情影片。當中部分為製作商上載的宣傳影片。除了色情片外，亦有用家會在該網站上載其他類型的片段，如2015年香港大學副校長任命事件發生期間的校委會討論錄音和雷深如的陰陽道具音樂錄像。

## 迴響
ThisAV在香港为人熟知。2015年，ThisAV的網主透露該網站在該時平均日訪問獨立IP位址總量及頁點擊量分別為100萬個及1000萬次以上，6成為日本用家，香港用家佔1成5至2成。同年網上出現「ThisATV」網站，其介面戲仿自ThisAV，不過內容以亞洲電視的節目為主，其沒有得到官方授權。《星島日報》形容ThisAV在政治參與上的紀錄為「彪炳」。也曾有高登討論區會員自發製作iOS版ThisAV應用程式。